# 亞美莉亞·羅德里奎

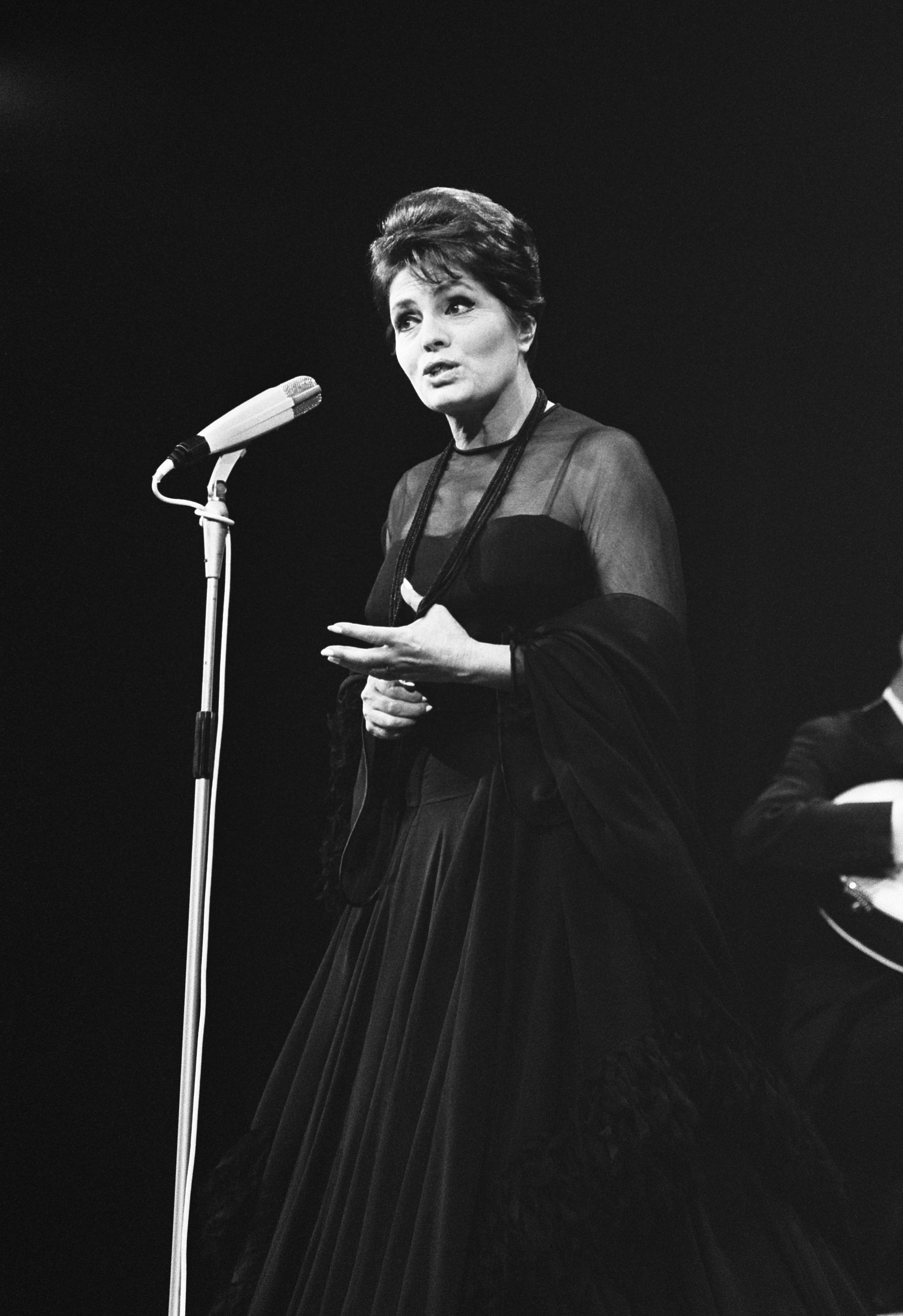

亞美莉亞·達·皮耶達德·雷博爾當·羅德里奎GCSE GCIH（1920年7月23日—1999年10月6日），葡萄牙怨曲女歌手，被譽為葡萄牙怨曲女王（Rainha do Fado），在全球推廣該曲風有莫大的貢獻。她亦是史上最暢銷的葡語歌手。

## 外部連結
- 官方网站
- Radio Amália FM （页面存档备份，存于） （葡萄牙語）
- Amália Rodrigues在互联网电影资料库（IMDb）上的資料（英文）